# 빌헬름 미클라스
빌헬름 미클라스(독일어: Wilhelm Miklas, 1857년 10월 15일~1945년 3월 20일)는 1928년부터 1938년까지 제3대 오스트리아의 대통령으로 재임한 오스트리아의 정치인이다.

## 젊은 시절
빌헬름 미클라스는 1872년 니더외스터라이히주 크렘스안데어도나우에 있는 우체국 관리의 아들로 태어났다.
독실한 가톨릭 신자로 오스트리아 기독사회당에서 일하는 동안 빈 대학교에서 역사와 지리를 공부했다.

## 경력
1923년에서 1928년까지 그는 국민의회 의장을 역임했다. 1928년 12월 10일에 그는 오스트리아의 대통령으로 당선되었으며, 1938년 오스트리아가 독일에 합병될 때까지 역할을 다하였다.
1930년에 미클라스는 오스트리아의 우표 세트에 모습을 보였다. 1936년에 그는 뵈르트호(Lake Wörth)에서 호르티 미클로시를 대접했다.
| 전임 미하엘 하이니슈 | 제3대 오스트리아 연방대통령 1928년 12월 10일–1938년 3월 13일 | 후임 카를 레너 |